# Holywood
Holywood (Ard Mhic Nasca in gaelico irlandese) è un villaggio dell'Irlanda del Nord, situato nella contea di Down.